# Išiko Mori
Išiko Mori (japonsky 毛利石子 Mori Išiko, 21. července 1899 Čiba – 6. ledna 1972 Honolulu) byla japonská lékařka a korespondentka novin Jomiuri Šinbun.

## Životopis
Narodila se jako Išiko Šibuja 21. července 1899 v Čibě v Japonsku do rodiny lékařů. Její rodiče zemřeli, když byla malá, takže ji vychovávala teta a strýc. Jako dospívající dívka se rozhodla stát se lékařkou, aby se vyhnula dohodnutému sňatku s mnohem starším mužem. Studovala na Tokijské ženské fakultě. Když dostudovala byla odrazována od praktikování lékařské praxe v Japonsku, protože ženám bylo tehdy dovoleno vykonávat pouze pediatrii nebo gynekologii.
V roce 1927 se přestěhovala na Havaj a pracovala v japonské nemocnici. Zde se setkala s lékařem Motokazu Morim, za kterého se provdala a měli spolu dvě děti. Do Japonska se vrátila, kvůli oběma porodům a v nemocnici dala výpověď, aby se mohla věnovat dětem. Išiko i její manžel psali básně tanka. Išiko psala pod pseudonymem „Šakunage”.
V roce 1934 se stala speciální havajskou korespondentkou pro japonské noviny Jomiuri Šinbun. 3. prosince 1941 byla požádána, aby vytvořila rozhovor s vlivnými Japonci na Havaji o místních podmínkách. Požádala o rozhovor ředitele konzulátu a několik dalších, ale poté co ji odmítli, požádala svého manžela. 5. prosince reportér z Jomiuri Šinbun volal Motokazovi, aby s ním udělal rozhovor o jeho životě na Havaji. Jeho odpovědi se zdály podezřelé agentům FBI, kteří hovor monitorovali. Dva dny po útoku na Pearl Harbor, byli Motokazu i Išiko zadrženi a obviněni ze špionáže. Išiko byla uvězněna na ostrově Sand Island, poté v Sharp Park v Kalifornii a nakonec v koncentračním táboře Crystal City. Spolu s manželem v táboře založili nemocnici a Išiko založila oddíl dívčích skautek.
Išiko se vrátila na Honolulu 10. prosince 1945. Začala pracovat jako výzkumná asistentka v organizaci American Cancer Society, zabývající se výzkumem rakoviny. Také pokračovala v psaní pro japonské noviny. Pracovala zatímco se zdraví jejího manžela zhoršovalo. Na konci 40. let a během 50. let, zemřeli manželovy rodiče, dcera Pearl i manžel Motokazu. Po jeho smrti, přestoupila do biomedicínského oddělení Havajské univerzity jako výzkumná asistentka epidemiologie.
V roce 1968 byla oceněna japonskou vládou za pomoc při zlepšování porozumění mezi Japonskem a Spojenými státy. O rok později jí byla diagnostikována rakovina plic. Zemřela 6. ledna 1972.